# 川村那月
川村 那月（かわむら なつき、1993年〈平成5年〉3月17日 - ）は、日本のタレント、女優 、元ラウンドガール、元レースクイーン。ティースタイルマネージメント所属。RIZINガール（2017, 2018, 2019）。本名は「堀口 直央」（ほりぐち なお）。夫は格闘家の堀口恭司。

## 人物・来歴

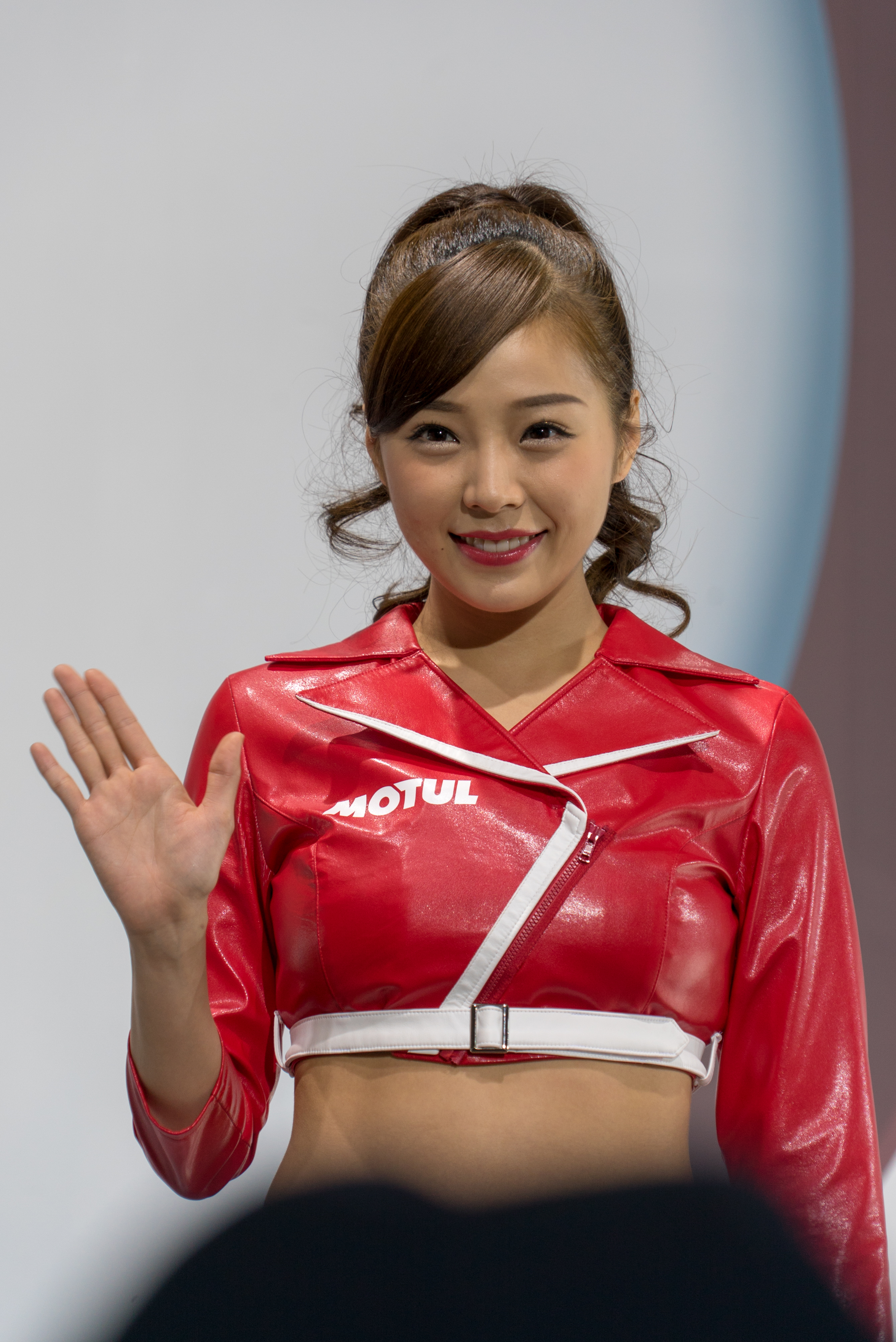
MOTULサーキットレディ時代（2018年・東京オートサロンにて）

### モデル活動開始
福岡県北九州市生まれの東京都育ち。父がオーボエ奏者、母がピアノ教師という音楽一家に育つ。6歳からクラシックバレエ、14歳からジャズダンスを習っていた。
2016年11月、2017ミス・ユニバース・ジャパン東京大会に出場し、大柳麻友と共にRIZIN賞を受賞した他、ビューティーキャンプ賞も受賞。これを機にティースタイルマネージメントとタレント契約し、2017年のSUPER GT500クラス「MOTULサーキットレディ」としてレースクイーンデビューを果たす。
2017年11月、前年と同様、2018ミス・ユニバース・ジャパン東京大会に出場し、準グランプリ・AFA賞・ビューティーキャンプ賞を受賞。

### RIZINガールとして
2016年11月、ミス・ユニバース・ジャパン東京大会でRIZIN賞を受賞。これをきっかけに同年12月、RIZINガール2017に選ばれた。その後、RIZINガール2018、RIZINガール2019にも選出され、RIZINガールの中心的な存在として、約3年間に渡り、RIZINガールを務めた。
2020年にRIZINガール卒業後も、RIZINイベントの司会や、RIZIN LIVEのPR大使を務めるなどしている。RIZIN YouTubeチャンネルの番組や企画にも多く登場しており、RIZINのPPV大会のゲスト解説として実況席に座ることもある。
その後も、RIZIN関連の仕事を6年以上に渡り続けている。(2024年4月現在)
2023年12月31日、大晦日にさいたまスーパーアリーナで行われたRIZIN.45で、RIZIN2階級制覇王者の堀口恭司が勝利した際に、リング上の堀口から公開プロポーズを受け、結婚することになり、2万人以上の観客から祝福を受けた。
2024年2月6日、堀口恭司と結婚したことをSNSを通じて報告した。

### レースクイーンとしての活動
2018年3月、SUPER GT500クラス「ZENT sweeties」の同年度メンバーに選ばれ、サブリーダーとなる。これを機に芸名を「川村那月」に改名した。同年10月、初のイメージDVD『sweety』を発表。また雑誌『GOLF TODAY』のイメージガールユニットに当たる「GTバーディーズ」にも参加する。
2019年1月12日東京オートサロン2019（幕張メッセ）で開催された『GOODRIDE 日本レースクイーン大賞2018』で「日本レースクイーン大賞実行委員会 特別賞」を受賞。同年、2年連続でZENT sweetiesメンバーに起用され、リーダーを務めており、「週刊ポスト」（2019年6月28日号）掲載の特集『あなたが選ぶ令和No.1レースクイーン』で読者投票1位を獲得。更に同9月1日発表の日本レースクイーン大賞2019「コスチューム部門」グランプリ受賞や、『サンケイスポーツ レースクイーンAWARD2019』（授賞式2019年9月23日）初代グランプリを受賞し注目を集めた。
2019年10月5日、自身の公式ブログで、今シーズンでレースクイーンを卒業することを報告。翌2020年1月11日、東京オートサロン2020（幕張メッセ）で開催された『GOODRIDE 日本レースクイーン大賞2019』で日本レースクイーン大賞グランプリを受賞。これによりZENT sweetiesが日本レースクイーン大賞開催10年の節目に、初の日本レースクイーン大賞三冠を達成した。なお、RQ大賞グランプリ受賞後にRQ活動を行わなくなったのは、2017年度（第8回）の阿久津真央に続き川村で2人目となった。
2024年1月13日、東京オートサロン2024（幕張メッセ）で開催された『メディバンネップリ 日本レースクイーン大賞2023』にサプライズで登壇し、13代目グランプリを受賞した松田蘭に花束を贈呈した。

### 女優・グラビアモデルとして
RQ活動の傍ら、Netflixで2019年10月11日から公開されたNetflixオリジナル映画『愛なき森で叫べ』で女優デビュー。また山田洋次監督の映画『男はつらいよ お帰り 寅さん』（2019年12月27日公開）にもカメオ出演している。
2020年6月より、TOKYO FM系全国ネットのラジオ番組『リリー・フランキー「スナック ラジオ」』に出演。3年半近くレギュラー出演していたが、先述の堀口との結婚が報じられた2023年12月31日付で同番組から卒業していることが判明した。
2021年1月、ラインコミュニケーションズから発売された『Graduation』が2020年グラビアアイドルDVD年間売り上げランキング12位を記録と発表。同年3月31日、リリー・フランキー撮影・プロデュースによる自身初の写真集『Real me』が光文社より発売される。同年6月15日、自身のYouTubeチャンネルを開設。

## 作品

### DVD
- 『sweety』（2018年10月24日発売／イーネット・フロンティア）[23]
- 『いつかね!』（2019年6月21日発売／竹書房）[37]
- 『Graduation』（2020年2月22日発売／ラインコミュニケーションズ）[動画 4]
- 『Departure』（2021年6月4日発売／光文社）[38]
- 『Arrive at…』（2021年6月4日発売／光文社）[38]

### 写真集
- Real me（2021年3月31日、光文社）ISBN 978-4334902667[39][8]

### デジタル写真集
- 週プレ PHOTO BOOK『愛おしいほど柔らかい』（2019年4月12日、集英社）[40]
- 週刊ポストデジタル写真集PDP『令和のレースクイーン 川村那月』（2019年9月2日、小学館）[26]

### カレンダー
- 川村那月 2019年版カレンダー（2018年10月13日、トライエックス）[41]
- 川村那月 2020年版カレンダー（2019年10月19日、トライエックス）

## 出演

### イベント
- TOKYO GIRLS COLLECTION 2017 A/W（2017年）[TW 4]
- TOKYO GIRLS COLLECTION HIROSHIMA 2017（2017年）[42][TW 5]
- ASIA FASHION AWARD 2017 in TAIPEI（2017年）[43][44]
- TGCファッションセレモニー at 国連ニューヨーク本部DDR（2018年）[45]
- TOKYO GIRLS COLLECTION 2018 A/W（2018年）[46]
- MUSIC CIRCUS FUKUOKA 2019（2019年）[47][TW 6]
- 東京ゲームショウ2019（2019年） - XPERIAブース[48][TW 7]

### 映画
- NETFLIXオリジナル映画「愛なき森で叫べ」（2019年10月11日、NETFLIX） - エイコ役[33][34][TW 3][49]
- 「男はつらいよ お帰り 寅さん」（2019年12月27日、松竹） - カメオ出演[26]

### テレビ番組
- みんなのニュース（フジテレビ・2016年5月27日放送）※ソランちゃん[50]
- 深夜喫茶スジガネーゼ（フジテレビ・2018年4月15日未明放送）ゲスト出演[10]
- 黒ちゃんねる（テレビ愛知・2018年7月28日放送）ゲスト出演[51][TW 8]
- プレリュード～明日へのステージ vol.3（日テレ系 テレビ信州・2018年9月19日放送）ドキュメンタリー出演[動画 3][TW 9]
- 夜のまちイチ（CBCテレビ、2021年1月10日 - 2024年9月22日）不定期

### ラジオ
- リリー・フランキー「スナック ラジオ」 （2020年6月13日 - 2023年12月31日 、TOKYO FM・JFN38局ネット）不定期ゲスト出演

### ラジオドラマ
- 「東京」　2021春　サヤカとトモヤ ～君の牛、再び～（2021年、TOKYO FM） - ホステス 役[52]

### 雑誌
- 三栄「GOLF TODAY」GTバーディーズ（2018年 - ）[2][動画 5]
- 集英社「週刊プレイボーイ」2018年27号[53]、2018年51号[54]
- 芸文社「660magazine」2018年8月号 vol.007
- 講談社「FRIDAY」2019年6月7日号
- 集英社『週刊ヤングジャンプ』2020年8号
- 小学館『週刊ビッグコミックスピリッツ』2021年10号[動画 6]
- 扶桑社『MAMOR』2021年8月号 - 防衛省広報誌にて陸上自衛隊の制服および作業服を着て撮影

### 広告・CM
- サッポロビール「バリキング」（2020年）[TW 10]
- スズラン「リリーベル マスク・コットンパフ・コットンシート」（2020年）[55]

### その他
- RIZINラウンドガールユニット『RIZINガール』（2017年 - ）[※ 2]
- 内定チャンネル（2018年 - ）